# Royal Geographical Society

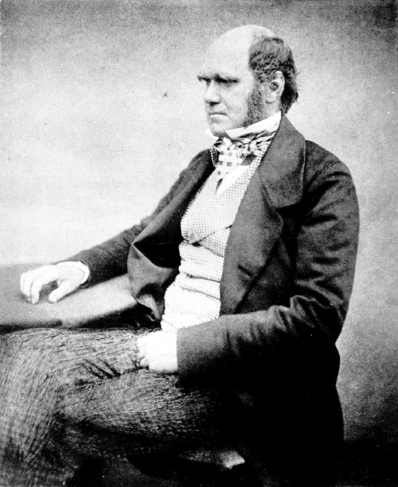
Charles Darwin

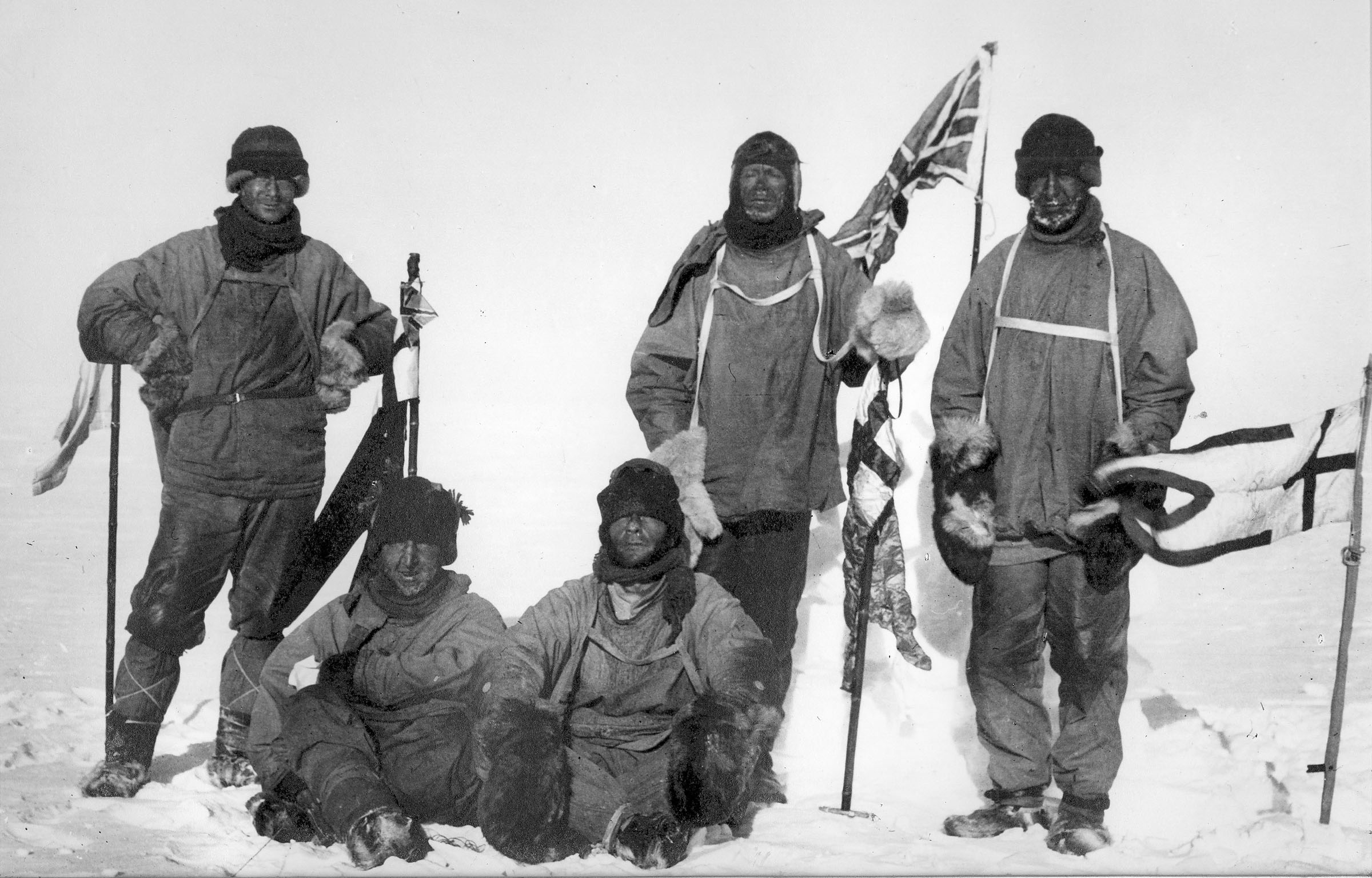
Robert Falcon Scott tijdens zijn expeditie naar de Zuidpool

Het Royal Geographical Society (Koninklijk Geografisch Genootschap) is een Brits wetenschappelijk genootschap. Vooral in de 19e eeuw en begin 20e eeuw ondersteunde en financierde het genootschap een aantal bekende Britse ontdekkingsreizigers en -expedities, zoals Charles Darwin, David Livingstone, Richard Francis Burton, Robert Falcon Scott en Edmund Hillary.
Het RGS heeft zo'n 15.000 leden en is gevestigd in Lowther Lodge in Kensington (Londen). Beschermvrouwe is koningin Elizabeth II. Het genootschap omvat een aantal onderzoeksgroepen en geeft subsidies uit aan geografisch onderzoek. Ook worden drie wetenschappelijke tijdschriften uitgeven: Area, The Geographical Journal en Transactions of the Institute of British Geographers.
Jaarlijks worden een reeks prijzen en onderscheidingen uitgereikt aan geografen en ontdekkingsreizigers, waaronder erelidmaatschappen en -fellowships. De meest prestigieuze prijzen van het RGS zijn de Founder's Medal 1830 en de Patron's Medal 1838, gezamenlijk de Gold Medals genoemd. Enkele winnaars van Gold Medals waren David Livingstone (1855), Karl Klaus von der Decken (1864), Nain Singh (1876), Ferdinand von Richthofen (1878), William Morris Davis (1919) en Nicholas Shackleton (2005).
Het genootschap werd gesticht in 1830 onder de naam Geographical Society of London door onder meer John Franklin en Francis Beaufort. Koningin Victoria verleende het predicaat "koninklijk" aan het genootschap in 1859. De African Association, een Britse club van ontdekkingsreizigers in Afrika, fuseerde met de Royal Geographical Society in 1831. Ook de Raleigh Club, de Palestine Association en (in 1995) het Institute of British Geographers gingen op in het genootschap.
De Royal Geographical Society is nu in de eerste plaats een academische instelling. In mei 2009 stemden de leden van het genootschap tegen een motie om terug te keren naar de grootschalige expedities waarmee het Royal Geographical Society bekend is geworden.
Iedereen kan lid worden van het RGS. Bij minimaal 5 jaar lidmaatschap kan een benoeming tot fellow volgen, wat de persoon recht geeft op het voeren van de afkorting FRGS (Fellow of the Royal Geographic Society) achter zijn of haar naam. De fellows verkiezen de 22 leden van het bestuur voor een periode van drie jaar. De overige drie leden van het 25-koppige bestuur zijn ereleden, waaronder erevoorzitter Edward van Kent en erevicevoorzitter Michael Palin.
|  |